# 優美日本花介
優美日本花介（学名：Nipponocythere delicata）为彎貝介科日本花介屬下的一个种。